# Хорс (авіакомпанія)
Хорс (іноді Khors Air) — чартерна авіакомпанія, розташована в Києві, що виконує в основному чартерні рейси по Україні, Європі та Близькому Сходу з Київського міжнародного аеропорту.

## Діяльність
Авіакомпанія була заснована в 1990 році, мала парк літаків: Іл-76, Як-40, Ан-24 і Ан-26. У 1992 році придбано Ан-12. У 2000 році Khors Air замінила старіючий флот радянських літаків американськими літаками McDonnell Douglas DC-9, а у 2004 році літаками McDonnell Douglas MD-82. У 2005 році були відкриті рейси з Києва в Дубай, Мале, Джакарту на Boeing 757, але незабаром дані рейси були скасовані.
З березня 2013 року Khors Air пропонує щотижня заплановані внутрішні рейси в Івано-Франківськ, чартерні рейси в Афіни.
Початково компанія здійснювала польоти на старих радянських літаках у країнах Африки та Близького Сходу. Зокрема, в Анголі на замовлення уряду та міністерства оборони. Після вторгнення США до Іраку, перевозила співробітників приватних охоронних фірм. Через продаж американських літаків компаніям, які перебувають під санкціями США, авіакомпанія Хорс у вересні 2017 року також опинилась під санкціями. Авіакомпанія відкидає ці звинувачення.

## Флот
На травень 2017 рік середній вік літаків становить 20,3 років.
| Літак                     | Кількість |
| ------------------------- | --------- |
| Airbus A319               | 2         |
| Airbus A320               | 2         |
| Airbus A321               | 3         |
| Boeing 737−300            | 1         |
| Boeing 737−500            | 4         |
| McDonnell Douglas DC-9-50 | 1         |
| McDonnell Douglas MD-82   | 1         |
| McDonnell Douglas MD-83   | 1         |
| Всього                    | 15        |